# Canon de 4 pouces/50 calibres
Le canon 4 pouces/50 calibres Mark 7, 8, 9, et 10 était le canon standard à faible angle et à tir rapide construit pour l'United States Navy, apparaissant d'abord sur le monitor Arkansas puis utilisé sur les destroyers Flush deck pendant la Première Guerre mondiale et les années 1920.
Ce fut également le canon de pont standard équipé sur les sous-marins de la classe S, et utilisé pour réarmer de nombreux sous-marins construits avec les canons de 3 pouces au début de la Seconde Guerre mondiale,.

## Conception
La variante Mark 7 de 4 pouces/50 calibres d'origine, M1898, n ° de série 213–254, 257–281, 316–338, était un tout nouveau canons fretté de haute puissance composé d'un tube, une chemise, un cerceau, un anneau de verrouillage et une culasse à vis. L'arme no 213 avait un revêtement. Le canon, décrit comme un 5 pouces, avait un alésage de 4 pouces dans le manuel de 1902, indiquant une puissance plus élevée et aussi le fait que celui-ci était en fait plus de la taille d'un canon de 5 pouces/40 calibres. Les munitions pesaient environ 3,2 kg de plus qu'un obus d'un canon de 4 pouces/40 calibres (en). Le Mod 1 utilisait une doublure conique en acier et le Mod 2 était regarni à l'aide d'une doublure conique en acier au nickel et d'un épaulement à l'extrémité de la culasse.
Le canon no 353 était le prototype du Mark 8 et utilisé pour la première fois le 22 septembre 1910. Cette arme avait été commandée le 16 juin 1907 et livrée en novembre 1907. La conception simplifiée du Mark 8 ne comportait qu'un tube de canon et une veste. La veste s'étendait jusqu'au museau et se terminait par une cloche de museau. La série de production était limitée, avec seulement 12 canons construits, des numéros 353–364.
Le Mark 9 était une conception résultant directement d'essais avec le canon ° 353. Il a été conçu afin d'être le plus léger possible. Il deviendra le canon standard de 4 pouces utilisé sur les destroyers et les sous-marins pendant la Première Guerre mondiale. Le canon utiliserait un tube A, une veste pleine longueur, une houle de bouche avec un swing latéral d'un mécanisme de culasse Smith-Asbury et d'un bloc de culasse Welin. Le canon pesait 2,472 tonnes. Le canon no 365, le premier de la série Mark 9, a été commandé à l'entreprise Midvale Steel le 18 octobre 1911. 390 unités de ce type ont été construits par quatre fabricants différents de 1911 jusqu'à ce que les États-Unis entrent dans la Première Guerre mondiale en 1917. Pendant la guerre, 1 885 canons supplémentaires ont été produits, notamment par Root & VanDervoort, American Radiator Company et Poole Engineering rejoignant les fabricants d'avant-guerre. Après l'armistice, 713 canons supplémentaires ont été produits et les commandes de 3 538 canons ont été annulées. Il a été décidé après la Première Guerre mondiale que tous les destroyers équiperaient le canon Mark 9 Mod. 5 de 4 pouces/50 calibres ; les rénovations ont été achevées à l'automne 1921.
Le Mark 10, canon no 365-A, a été commandé en 1915 mais ne semble pas avoir été achevé avant la Première Guerre mondiale. Les dessins initiaux pour un canon antiaérien de 4 pouces/50 cal. datent de janvier et février 1915. Il a été conçu avec un bloc de culasse coulissant verticalement sur un canon construit avec un tube, une veste, un cercle de poursuite et un anneau de verrouillage, tous construits en acier au nickel, mais il ne semble pas que cette version ait été mis en service.
Le canon était à tir rapide et à munitions fixes (mallette et projectile traités comme une seule unité assemblée) de 6,6 kg, une poudre sans fumée de 15 kg, pour une vitesse à la bouche de 800 mètres par seconde. La portée maximale était de 14 km pour une altitude maximale de 20 degrés. L'espérance de vie utile était de 400 à 500 coups (EFC) pour un baril non chromé, tandis qu'un baril chromé était répertorié à 600 coups.
La prise de conscience croissante de la nécessité d'une meilleure protection anti-aérienne a entraîné le montage de canons à double usage sur les destroyers à partir des années 1930. Le canon double usage de 5 pouces/38 cal. est devenu la norme pour les destroyers américains construits des années 1930 à la Seconde Guerre mondiale. Les destroyers américains construits avec des canons à faible angle de 4 pouces/50 cal. ont été pour la plupart réarmés avec des canons à double usage de 3 pouces/50 cal. pendant la guerre. Les canons de 4 pouces/50 cal. ont été retirés des destroyers puis remontés sur des navires marchands de la marine marchande britannique ou américaine (Defensively equipped merchant ship (en) et United States Merchant Marine), comme le SS Stephen Hopkins. Les sous-marins de la classe S ayant été transférés des patrouilles de combat aux tâches d'entraînement du milieu de 1942 à 1943, leurs canons de 4 pouces ont été retirés et utilisés pour rééquiper des sous-marins de première ligne construits avec des canons de 3 pouces/50 calibres.

## Liste des fabricants du canon Mark 9
| Fabricant                     | Date de commande  | Canons n° | Total construit | Remarques                                       |
| ----------------------------- | ----------------- | --------- | --------------- | ----------------------------------------------- |
| Midvale Steel                 | 18 octobre 1911   | 365–389   | 25              |                                                 |
| Bethlehem Steel               | 7 novembre 1911   | 390–414   | 25              |                                                 |
| British and American Mfg. Co. | 4 février 1913    | 415–444   | 30              | Mod. 4 (no 432)                                 |
| Watervliet Arsenal            | 19 avril 1913     | 445–478   | 34              | Mod. 4                                          |
| British and American Mfg. Co. | 28 novembre 1914  | 479–508   | 30              | Mod. 2, Mod. 5 (no 502)                         |
| Watervliet Arsenal            | 8 juin 1915       | 509–538   | 30              | Mod. 2, Mod. 5 (no 516)                         |
| Bethlehem Steel               | 31 octobre 1916   | 539–605   | 67              | Mod. 5                                          |
| British and American Mfg. Co. | 18 novembre 1916  | 606–705   | 100             | Mod. 5                                          |
| Watervliet Arsenal            | 17 octobre 1916   | 706–755   | 50              | Mod. 5                                          |
| Bethlehem Steel               | 4 avril 1917      | 756–855   | 100             | Mod. 5                                          |
| Root & VanDervoort            | 25 mai 1917       | 876–1875  | 1000            | Les numéros 856-875 n'ont pas été attribués     |
| American Radiator Corp.       | 7 juin 1917       | 1876-2380 | 505             | Les numéros 2381-2875 n'ont pas été attribués   |
| Poole Engineering             | 29 août 1917      | 2876–2994 | 119             | Les numéros 2995 à 3375 n'ont pas été attribués |
| American and British Co.      | 24 septembre 1917 | 3376–3506 | 131             | Les numéros 3507-3575 n'ont pas été attribués   |
| Watervliet Arsenal            | 11 juillet 1918   | 3576–3605 | 30              |                                                 |

Les numéros non attribués correspondaient principalement à des commandes qui ont été annulées avec la signature de l'armistice.

## Service dans l'US Navy
Le canon de 4 pouces/50 calibres a été équipé sur :
- classe Arkansas - monitors (Mark 7)
- classe Cassin - destroyers[3]
- classe Aylwin - destroyers
- classe O'Brien - destroyers
- classe Tucker - destroyers
- classe Sampson - destroyers
- classe Caldwell - destroyers[4]
- classe Wickes - destroyers
- classe Clemson - destroyers
- classe S - sous-marins[5]
- les sept premiers sous-marins de la classe Balao
- USS Dolphin (SS-169)
- de nombreux sous-marins réarmés, tels que les USS Salmon (SS-182), USS Seadragon (SS-194), USS Gato (SS-212), USS Silversides (SS-236) et USS Robalo (SS-273)
- classe Eagle - patrouilleur
- yachts armés, canonnières de patrouille

## Utilisation pour la défense côtière
Quatre batteries de 2 canons de 4 pouces ont été mis en place sur la côte nord d'Oahu en 1942. Ils semblent avoir été retirés en 1943 après leurs remplacements par d'autres artilleries côtières. L'utilisation de ces armes à feu n'est pas clair : ceux-ci auraient été utilisés par l'United States Army Coast Artillery Corps (en), les Bataillons de défense des Marines, ou le personnel naval. Les batteries se trouvaient à Kaena, Kalihi (île Mokuoeo), Battery Dillingham à Mokuleia et Kaneohe Bay.

## Service au Royaume-Uni
De nombreux canons Mark 9 ont été fournis au Royaume-Uni pendant la Seconde Guerre mondiale dans le cadre du prêt-bail, à la fois individuellement et sur des navires de guerre et des navires marchands. Les destroyers des classes Caldwell, Wickes et Clemson transférés en vertu de l'accord Destroyers for Bases Agreement sont devenus des unités de la classe Town britanno-canadiennes.